# تومونوجا ۶۹۱۹
سیارک ۶۹۱۹ (به انگلیسی: 6919 Tomonaga، نامگذاری:1993HP) شش هزار و نهصد و نوزدهمین سیارک کشف شده‌است که در ۱۶ آوریل ۱۹۹۳ کشف شد.
قدر مطلق سیارک برابر ۱۳٫۸۰ است.